# Characidae in incertae sedis
Nella famiglia Characidae vi sono 20 generi che non sono stati inseriti in nessuna sottofamiglia, ma classificati come incertae sedis. Questo succede perché i generi non sono stati ancora studiati approfonditamente e geneticamente. Non è da escludere che in futuro verranno inseriti in altre sottofamiglie o in altre create ex novo.

## Generi
- Astyanacinus
- Astyanax
- Atopomesus
- Bario
- Bramocharax
- Brittanichthys
- Bryconella
- Bryconops
- Ceratobranchia
- Chalceus
- Ctenobrycon
- Dectobrycon
- Deuterodon
- Engraulisoma
- Genycharax
- Gymnotichthys
- Hasemania
- Hemigrammus
- Hollandichthys
- Hyphessobrycon
- Jupiaba
- Markiana
- Mixobrycon
- Moenkhausia
- Myxiops
- Oligobrycon
- Oligosarcus
- Paracheirodon
- Parapristella
- Petitella
- Phallobrycon
- Phenagoniates
- Pristella
- Probolodus
- Psellogrammus
- Pseudochalceus
- Schultzites
- Scissor
- Serrabrycon
- Stygichthys
- Thayeria
- Thrissobrycon
- Tucanoichthys